# 400-talet f.Kr. (decennium)

## Händelser
- Det peloponnesiska kriget går vidare och år 409 f.Kr. återerövrar den atenske generalen Alkibiades Byzantion, vilket göra att Aten kontrollerar hela Bosporen. Atenarna går sedan vidare in i Jonien och härjar, men besegras av perserna vid Efesos. Detta leder till, att perserna, under Dareios II, börjar ta aktiv del i kriget, på Spartas sida. Dareios son Kyros får stora befogenheter och börjar samla ihop en legohär. Han hjälper också spartanerna att, under Lysanders befäl, bygga upp sin flotta.
- År 409 f.Kr. försöker karthagerna utnyttja det peloponnesiska kriget till att göra sig till herrar över Sicilien, vilket dock inte går så bra. Tre år senare återvänder de och gör ett nytt försök, men då pesten utbryter i deras läger nöjer de sig med att plundra ön och sedan återvända till Karthago (med pesten i bagaget). År 405 f.Kr. tillträder Dionysios d.ä. som tyrann av Syrakusa och lyckas då sluta fred med Karthago och befästa sin makt över nordöstra Sicilien.
- År 408 f.Kr. återvänder Alkibiades i triumf till Aten efter sju års frånvaro. Han sonar då också sitt påstådda brott från 415 f.Kr., då han ska ha deltagit i lemlästandet och vanhelgandet av Hermaebysterna. Året därpå lyckas perserna och spartanerna dock besegra atenarna i slaget vid Notion och detta ger hans fiender en ursäkt att åter avsätta honom. Han lämnar då Aten för gott och deltar inte nämnvärt mer i kriget. Hans styre ersätts dessutom av en samling generaler. År 406 f.Kr. utspelas nya strider, då atenarna försöker undsätta Mytilene. Dock är deras flotta numerärt underlägsen spartanernas, varför den atenske amiralen Konon tvingas dra tillbaka den till Hekadonnesiöarna, där han blir blockerad av spartanerna under amiralen Kallikratidas. För att hjälpa Konon samlar atenarna ihop en ny flotta och trots att denna är underlägsen spartanernas lyckas man, tack vare en ny sorts taktik, besegra dem i slaget vid Arginosai, där Kallikratidas stupar. Sparta söker då fred, men atenarna vägrar detta. År 405 f.Kr. vänder dock krigslyckan, då spartanerna besegrar atenarna i slaget vid Aigospotami och dessutom börjar belägra Aten och dess hamnstad Pireus, vilket leder till att Aten börjar svälta. Därför börjar man förhandla om fred med spartanerna. När ledaren Kleofon fortsätter insistera på motstånd döms han till döden och avrättas. Den 25 april 404 f.Kr. kapitulerar Aten och därmed är det 27 år långa peloponnesiska kriget slut. Aten får behålla sin självständighet, men blir av med sina kolonier och sin flotta. Dessutom måste Aten bli Spartas allierade och får en marionettregering, kallad "de trettio tyrannernas oligarki", inrättad.
- Den atenske generalen Theramenes gör 406 f.Kr. ett försök att själv ta makten i Aten genom att leda oppositionen mot de åtta generaler, som dittills har fört befälet. Han lyckas också få de flesta av dem avrättade.
- Efter att freden har slutits gör Alkibiades upp planer på att med våld återta makten i Aten, men han blir upptäckt och mördad.
- Trots att fred har slutits fortsätter striderna, för år 403 f.Kr. gör de demokratiska krafterna i Aten, under Thrasybulos ledning, uppror mot de trettio tyrannerna och därmed också mot Sparta. Tyrannerna besegras i slaget vid Munychien, medan spartanerna nätt och jämnt lyckas besegra atenarna i slaget vid Pireus. Trots detta är den spartanske kungen Pausanias försonande och tillåter i stilleståndsavtalet att Aten återfår sitt demokratiska styre. Thrasybulos kan då återupprätta Atens demokratiska institutioner och utfärdar allmän amnesti, förutom för de trettio tyrannerna, som dock ges möjlighet att fly till Eleusis.
- År 403 f.Kr. inleds på allvar den period i Kinas historia, som benämns De stridande staterna. Den kommer att vara till 221 f.Kr.
- År 401 f.Kr. utbryter inbördeskrig i Persiska riket, då Kyros den yngre drar i fält mot kung Artaxerxes II. Sedan han har blivit besegrad och dödad i slaget vid Cunaxa tvingas hans grekiska legosoldater kämpa sig fram till Trapezos vid Svarta havet. När de året därpå återvänder till Sparta tar de flesta av dem värvning i den spartanska armén. Deras insats inspirerar Sparta att inleda ett krig mot perserna.
- År 400 f.Kr. uppfinns katapulten av grekiska ingenjörer.
- År 400 f.Kr. publiceras den första grammatiken för språket sanskrit.

## Födda
- 402 f.Kr. – Fokion, atensk statsman och general.

## Avlidna
- 406 f.Kr.
  - Euripides, grekisk pjäsförfattare.
  - Sofokles, grekisk dramatiker och politiker.
- 405 f.Kr. – Filolaios, grekisk matematiker och filosof.
- 404 f.Kr.
  - Alkibiades, atensk politiker och militär.
  - Kleofon, atensk politiker och demagog.
  - Dareios II, kung av Persiska riket.
- 400 f.Kr. – Thukydides, grekisk historiker.